# Oshun

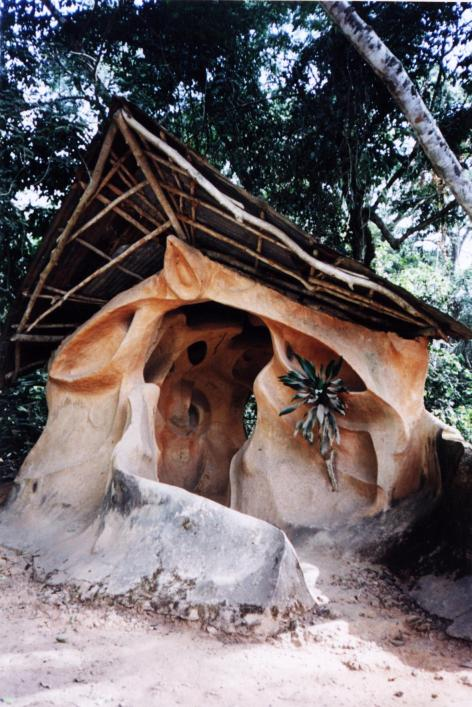
Oshuns tempel i Osun-Osogbo heliga lund.

Oshun är vattnets, renhetens, fruktbarhetens, kärlekens och sexualitetens gudinna inom yorubareligionen i  Västafrika, och förknippas med källor, rikedom och kärlek.
Hon beskrivs som givmild och godhjärtad men kan, om hon blir provocerad, ha ett hett temperament. Hon är gift med himmelsguden Shango och ser en av hans andra hustrur, Oba, som sin främsta rival.
I den afro-brasilianska candomblékulten bland ättlingarna till Yorubaslavarna återfinns också gudinnan Oshun, där har hon ärvt många egenskaper från sin afrikanska anmoder men också upptagit drag av katolicismens Jungfru Maria.
I Karibien heter Yoruba-religionen Santería, precis som hos Yoruba finns Oshún representerad här. Då de afrikanska slavarna var tvungna att dölja sin religion maskerade de sina gudar bakom helgonen. Dyrkan av de katolska helgonen är därför också viktiga, men Oshún har inte tagit drag av det katolska helgon som hon synkretiserats med, utan helgonet ses som ännu en aspekt av Oshún. I Yoruba (liksom i Santeria), har helgonen flera "vägar", där de kallas vid olika namn och har olika karaktärer. Helgonet som hon förknippas med är Our Lady of La Caridad del Cobre - Kubas skyddshelgon.